# Portal Tomb von Lissava

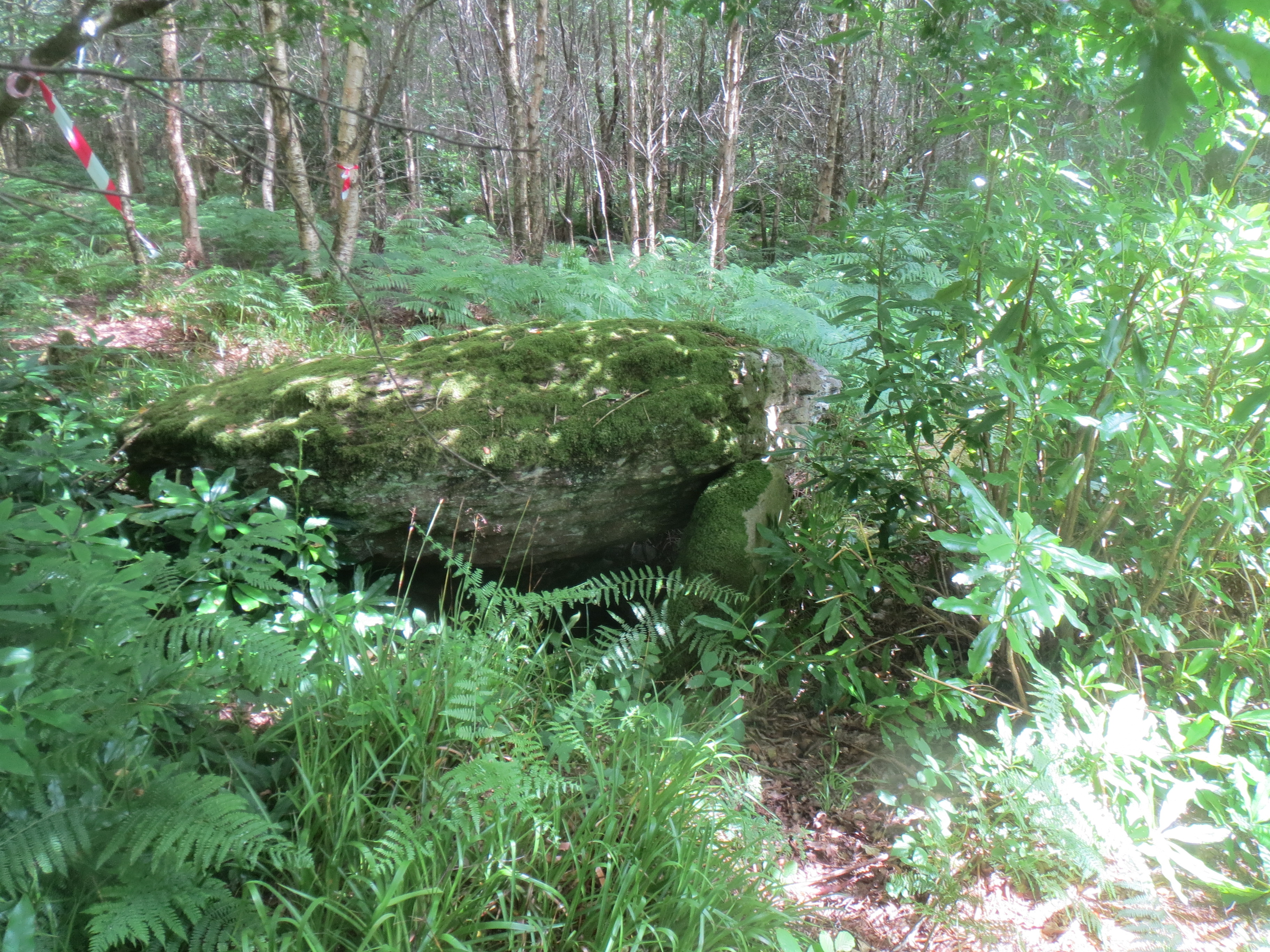
Portal Tomb von Lissava

Das Portal Tomb von Lissava (irisch Lios an Mheatha – deutsch „das Fort der Mede“) liegt auf einem Hang bei Lissava Upper, in den Scarragh Woods, nordwestlich der M 8, wenige Kilometer westlich von Cahir im County Tipperary in Irland. Als Portal Tombs werden auf den Britischen Inseln Megalithanlagen bezeichnet, bei denen zwei gleich hohe, aufrecht stehende Steine die Vorderseite der Kammer bilden und mit dem meist nur halbhohen Türstein den „Türrahmen“ in Form eines H bilden. 
Die meisten Anlagen dieses Typs befinden sich in der Osthälfte Irlands. Westlich der Linie Donegal–Cork sind nur etwa zwei Dutzend der etwa 185 bekannten Anlagen vertreten. Das vermutlich Nordwest-Südost orientierte Portal Tomb ist eines von nur dreien im County (die anderen sind das von Ardcroney und das von Creggane bei Nenagh). 
Das Portal Tomb von Lissava besteht aus einem Deckstein aus Sandstein-Konglomerat  mit 3,2 m Länge, 3,1 m Breite und einer Dicke von 1,2 m. Der Deckstein ruht einerseits auf einem dreieckigen Seitenstein von 1,3 m Höhe, 0,9 m Breite und 0,3 m Dicke an (Südwestseite) und andererseits auf dem Boden (Nordostseite). Ein weiterer Stein liegt unter dem Deckstein und ein rechteckiger Quarzblock von 0,22 × 0,36 m, liegt beziehungslos nordöstlich des Decksteins. Die beiden Portalsteine fehlen. Die kleine rechteckige Kammer enthält Geröll und Erde. Ein weiterer Geröllhügel liegt 1,5 m nördlich.